# Stevie Aiello
Stevie Aiello, all'anagrafe Stephen Aiello (Cranston, 30 aprile 1983), è un musicista, cantautore e produttore discografico statunitense.
Dal 2013 collabora con il gruppo musicale Thirty Seconds to Mars come polistrumentista e seconda voce. È stato tra i membri fondatori dei Monty Are I.
Aiello negli anni ha collaborato con svariati artisti tra i quali Mumford & Sons, Cheyenne Jackson, Lana Del Rey, Junkie XL, Young Guns, Cobra Starship, Every Avenue, The Knocks, Sleeping with Sirens, Of Mice & Men, We Came as Romans, Anti-Flag, Blessthefall, Pop Evil e Before Their Eyes.
Nel 2015 ha ricevuto due nominations ai GMA Dove Awards nelle categorie "Rock/Contemporary Album of the Year" e "Rap/Hip Hop Song of the Year" per il suo contributo nell'album "Invader" dei Rapture Ruckus.

## Biografia

### Primi anni
Aiello è nato il 30 Aprile 1983 a Cranston, Rhode Island. La sua famiglia ha origini italiane, i suoi bisnonni emigrarono negli Stati Uniti agli inizi del Novecento da Serrastretta, in provincia di Catanzaro.
Ha studiato alla Cranston High School West e successivamente all'University of Rhode Island a Kingston; durante questo periodo ha iniziato a scrivere e comporre musica mentre suonava in diverse band rock e metal. 
Tra le sue influenze musicali si annoverano i Metallica, Underoath, Josh Groban, Hans Zimmer, e Michael Jackson.

### Monty Are I (1998-2011)
Aiello ha iniziato a coltivare la sua passione per la musica all'età di 13 anni quando, con gli amici Mike Matarese e Joseph Rouleau, ha formato un piccolo gruppo che si esercitava nei garage e nelle cantine di casa fino ad arrivare a suonare nell'auditorium scolastico.
Nel 1998 ha fondato il gruppo musicale "Monty Are I" con gli amici Andrew Borstein, Mike Matarese, Justin e Ryan Muir. Il gruppo ha preso il nome dall'insegnante di musica del liceo, Arthur Montanaro, mentre la seconda parte del nome fa riferimento all'abbreviazione di Rhode Island "RI" (in inglese letto "Are I"). Ai tempi erano semplicemente conosciuti come "Monty" e prima ancora come Monty's Fan Club. Aiello era il leader della band e la chitarra ritmica, Andrew il tastierista e corista, Mike il bassista mentre Justin era alla batteria e Ryan suonava la chitarra e intonava i cori. Sono stati classificati come gruppo alternative rock ma durante i concerti erano conosciuti per lo scambio degli strumenti sul palco, un genere che chiamavano "Action Rock". Aiello, infatti, durante numerosi show suonava anche le percussioni. Nel 2006 hanno firmato per l'etichetta discografica Stolen Transmission e nel 2008 sono passati al The Island Def Jam Music Group fino al 2010. Il gruppo ha rilasciato due album con la casa discografica Island Records: "Wall of People" e "Break Through The Silence" e in entrambi Aiello ne è stato il compositore.
Dopo ripetute richieste da parte dei fan, il 17 ottobre 2019 la band ha annunciato la reunion per un solo show tenutosi il 4 gennaio 2020 al The Met di Providence, Rhode Island.
Il 6 Dicembre 2019 hanno rilasciato "My Mind", una canzone inedita per celebrare la reunion.
Nel 2012 Aiello ha iniziato a lavorare per la Razor & Tie Music Publishing come compositore, produttore e chitarrista fino a gennaio 2014; durante questo periodo ha collaborato con Ben Lovett dei Mumford & Sons, Cheyenne Jackson, Lana Del Rey, Junkie XL, Alex Suarez dei Cobra Starship, Every Avenue, e The Knocks. 
È stato anche sponsorizzato dalla Ernie Ball.

### Thirty Seconds to Mars (2013-presente)
Agli inizi del 2013 Aiello si è trasferito a Los Angeles dove ha iniziato a collaborare con il gruppo rock alternativo Thirty Seconds to Mars, prendendo parte al Love, Lust, Faith and Dreams Tour in qualità di bassista, tastierista e seconda voce. Nel 2015 Aiello ha preso parte alla sessione acustica del frontman Jared Leto a Roma dove rivestiva il ruolo di chitarra principale e seconda voce.
Dopo la fine del tour ha collaborato con la band nella creazione del quinto album "America" componendo tre canzoni ovvero "Dangerous Night", "Hail To The Victor" e "Remedy".
Dal 2 al 6 aprile 2018 ha partecipato alla promozione di “America” partendo da New York insieme a Jared Leto e arrivando a Los Angeles. L’iniziativa chiamata “Mars Across America” prevedeva delle soste in alcuni stati dove Aiello e Leto hanno fatto ascoltare ai fan le canzoni del nuovo album. La promozione si è conclusa a Los Angeles dove si è svolta la presentazione ufficiale del nuovo album presso il “Museum of America” allestito a tema per l’occasione. 
A marzo dello stesso anno è ritornato in tour (“Monolith Tour”) con i Thirty Seconds To Mars.

### CNTRLLR (2018-presente)
Ad Ottobre 2018 lancia un progetto parallelo dal nome "CNTRLLR" (Controller) e il 19 dello stesso mese rilascia su Spotify e Youtube Stuck, una cover della band americana The Aces. Il 26 Aprile dell'anno successivo rilascia una canzone inedita con il titolo "Endgame".

## Discografia

### Monty Are I
- 2000 – Thanks for the Metal Sign
- 2002 – Monty's Fan Club (EP)
- 2005 – The Red Shift
- 2006 – Wall of People
- 2009 – Break Through the Silence

### Collaborazioni
Aiello ha collaborato con diversi artisti nel corso degli anni:
| Anno | Artista                                               | Album                                  | Casa Discografica                         | Brano                                                                            |
| ---- | ----------------------------------------------------- | -------------------------------------- | ----------------------------------------- | -------------------------------------------------------------------------------- |
| 2020 | The Score                                             | -                                      | Republic Records                          | Best Part                                                                        |
| 2020 | Anti- Flag                                            | Vision                                 | Spinefarm Records UK                      | The Disease - Un-American                                                        |
| 2019 | Natalia Nykel                                         | Origo EP                               | Universal Music Polska Sp.                | Wanna Go Back                                                                    |
| 2019 | League of Legends ft. Chrissy Costanza - Cailin Russo | Phoenix                                | Sony ATV Music Publishing LLC             | Phoenix                                                                          |
| 2019 | Arrested Youth                                        | -                                      | Lowly                                     | What You’re Made Of                                                              |
| 2019 | Starset                                               | Divisions                              | Fearless Records                          | Waking Up - Faultline                                                            |
| 2019 | Dreamers                                              | Launch Fly Land                        | Fairfax Recordings                        | Celebrate                                                                        |
| 2018 | WWE Music Group                                       | Flight Of The Valkyries (Daniel Bryan) | Columbia Records                          | Flight Of The Valkyries                                                          |
| 2018 | Thrillchaser                                          | A Lot Like Love                        | Thrillchaser                              | Hold on to the Night - Out of Our Minds                                          |
| 2018 | Of Mice & Men                                         | Defy                                   | Rise Records                              | How Will You Live - Back To Me                                                   |
| 2018 | No Sleep For Lucy                                     | Until The End                          | Lucy Records                              | Don’t Let Go                                                                     |
| 2018 | Escape The Fate                                       | I Am Human                             | Eleven Seven Music                        | Four Letter Word                                                                 |
| 2018 | Diamante                                              | Volume I                               | Time Records                              | Bulletproof                                                                      |
| 2018 | Thirty Seconds to Mars                                | America                                | Interscope                                | Walk On Water - Dangerous Night - Dangerous Night                                |
| 2017 | Sleeping With Sirens                                  | Gossip                                 | Warner Bros.                              | Legends - Trouble - Hole In My Heart - Empire To Ashes                           |
| 2017 | Sainte                                                | Smile and Wave                         | Good Problems                             | Lighthouse                                                                       |
| 2017 | Motionless In White                                   | Graveyard Shift                        | Roadrunner Records                        | Queen For Queen - Untouchable                                                    |
| 2017 | Hanazuki ft. Cosmos & Creature                        | Beautiful Life                         | Legacy Recordings                         | Beautiful Life                                                                   |
| 2017 | Fernando Varela                                       | Vivere                                 | Panorama                                  | I Believe In You                                                                 |
| 2017 | Falling In Reverse                                    | Coming Home                            | Epitaph                                   | Superhero                                                                        |
| 2017 | Echo Black                                            | Dawn                                   | Echo Black                                | Poison Apple                                                                     |
| 2017 | Anti-Flag                                             | American Fall                          | Spinefarm Records US                      | American Attraction - Throw It Away                                              |
| 2016 | Young Guns                                            | Echoes                                 | Wind-up Records                           | Mad World                                                                        |
| 2016 | Out Came The Wolves                                   | Strange Fate                           | Roadrunner Records                        | Bleed - The Curse                                                                |
| 2016 | James Durbin                                          | Riot On Sunset                         | Wild Vine Records                         | We Are The Unknown                                                               |
| 2016 | I Prevail                                             | Lifelines                              | Fearless                                  | One More Time - Stuck In Your Head                                               |
| 2016 | Crown The Empire                                      | Retrograde                             | Rise Records                              | Oxygen                                                                           |
| 2016 | Bad Seed Rising                                       | Awake In Color                         | Roadrunner Records                        | Horizon                                                                          |
| 2016 | As Lions                                              | Selfish Age                            | Eleven Seven Music                        | Pieces                                                                           |
| 2016 | American Wolves                                       | Part Of Me                             | American Wolves                           | Part Of Me                                                                       |
| 2016 | Alive In Barcelona                                    | Alive in Barcelona                     | Smartpunk Records                         | Back To Life                                                                     |
| 2016 | Against The Current                                   | In Our Bones                           | Fueled By Ramen/Atla                      | Brighter - Forget Me Now - Roses                                                 |
| 2015 | We Came as Romans                                     | We Came As Romans                      | Equal Vision/Spinefarm/Caroline Australia | Flatline - Memories - The World I Used To Know                                   |
| 2015 | Soysauce ft. Stalking Gia                             | Lunch Money                            | ASCAP                                     | Talking To Myself                                                                |
| 2015 | Sleeping Wolf                                         | The Dark                               | Sleeping Wolf Music                       | BlindFold                                                                        |
| 2015 | Gentlemen Roosevelt                                   | Here EP                                | Roosevelt Records                         | Here                                                                             |
| 2015 | Conquer Divide                                        | Conquer Divide                         | Artery Recordings                         | Nightmares                                                                       |
| 2015 | Breathe Carolina feat. Karra                          | Platinum Hearts                        | Armada Trice                              | Platinum Hearts                                                                  |
| 2015 | Blessthefall                                          | To Those Left Behind                   | Fearless Records                          | Condition//Comatose - Up In Flames                                               |
| 2015 | Against The Current                                   | Gravity                                | Warner Music Japan                        | Brighter - Fireproof - Paralyzed                                                 |
| 2014 | Crown The Empire                                      | The Resistance                         | Rise Records                              | Cross Our Bones                                                                  |
| 2014 | Starset                                               | Transmission                           | Razor & Tie                               | My Demons                                                                        |
| 2014 | James Durbin                                          | Celebrate                              | Wind-up Records                           | Louder Than A Loaded Gun                                                         |
| 2014 | Heartist                                              | Feeding Fiction                        | The All Blacks U.S.A., Inc.               | Skeletons - Unbreakable                                                          |
| 2014 | Dan Sultan                                            | Blackbird                              | Liberation Records                        | Loving’s Just For Fools                                                          |
| 2014 | Charming Liars                                        | We Won’t Give Up                       | Riot                                      | My Kind Of Crazy                                                                 |
| 2014 | Black Veil Brides                                     | Black Veil Brides                      | Lava Records/Universal Republic Records   | Shattered God                                                                    |
| 2013 | William Beckett                                       | Genuine & Counterfeit                  | Equal Vision Records                      | Cracks in the Ceiling                                                            |
| 2013 | Love and Death                                        | Between Here & Lost                    | Tooth & Nail Records                      | Meltdown                                                                         |
| 2013 | Cheyenne Jackson                                      | I’m Blue, Skies                        | Shiny Boy Music LLC                       | Before You - She’s Pretty, She Lies - I’m Blue, Skies - Drive - Don’t Wanna Know |
| 2012 | Shaun Lopez - Spacebrother                            | The Antidote                           | -                                         | The Antidote                                                                     |
| 2012 | Sovereign Soldiers                                    | Born Again                             | Sovereign Soldiers                        | Goodbye To Yesterday - Unstoppable                                               |
| 2012 | Hollywood Ending                                      | Always 18                              | Hollywood Ending                          | She’s All That                                                                   |
| 2012 | Before Their Eyes                                     | Redemption                             | InVogue Records                           | Alive - Find - Lies - Faith                                                      |
| 2011 | We Are the In Crowd                                   | Best Intentions                        | Hopeless Records                          | On Your Own                                                                      |
| 2011 | Pop Evil                                              | War of Angels                          | eOne Music                                | Daisy Chain                                                                      |
| 2011 | Amely                                                 | The Raleigh Sessions                   | Amely Independent Records                 | Never Gonna Let Go                                                               |
| 2010 | Before Their Eyes                                     | Untouchable                            | Rise Records                              | Entire Album                                                                     |
| 2010 | Amely                                                 | Hello World                            | Fearless Records                          | Come Back - Sing To You                                                          |